# ریو ورد (آریزونا)
ریو ورد (به انگلیسی: Rio Verde) یک منطقهٔ مسکونی در ایالات متحده آمریکا است که در شهرستان مریکوپا، آریزونا واقع شده‌است. ریو ورد ۱۳٫۰۸ کیلومتر مربع مساحت و ۲۶٬۳۶۱ نفر جمعیت دارد و ۴۹۳ متر بالاتر از سطح دریا قرار دارد.